# Forum africain pour les services de conseil agricole
 (juin 2015).
Le Forum africain pour les services de conseil agricole (AFAAS), est une organisation continentale pour le renforcement des services de conseil et de vulgarisation agricole en Afrique. Il fonctionne dans le cadre de la stratégie globale du Programme Détaillé de Développement de l'Agriculture en Afrique (PDDAA). Le PDDAA est une initiative de l'Union Africaine via le Nouveau Partenariat pour le Développement de l'Afrique (NEPAD). AFAAS est une organisation autonome qui travaille en étroite collaboration avec le Forum pour la Recherche Agricole en Afrique (FARA),,.

## Vue d'ensemble
AFAAS est l'organisation continentale qui vise à renforcer les services de conseil et de vulgarisation agricole en Afrique. Sa mission est de promouvoir l'apprentissage et la valeur ajoutée des initiatives de vulgarisation et de services de conseils par le biais du plaidoyer, du lobbying, du partage des connaissances et d'informations grâce à l'accroissement des interactions professionnelles entre les acteurs de services conseil et de la vulgarisation agricole. Chaque pays membre est encouragé  à établir un Forum National grâce auquel ses activités doivent être mises en œuvre.
AFAAS a pour mandat de mettre en œuvre les aspects des services de conseil agricole du  PDDAA, une initiative de l'Union Africaine. AFAAS travaille en étroite collaboration avec d'autres organisations continentale et  sous-régionale qui contribuent à la mise en œuvre du PDDAA notamment celles de la recherche agricole, les organisations des agriculteurs, les ONG, les organisations de la société civile, le secteur public et le secteur privé.
Conscient du fait que la Commission de l'Union Africaine a réaffirmé son engagement à renforcer le PDDAA  en adoptant la Déclaration de Malabo sur l'accélération de la croissance agricole et la transformation d'une prospérité partagée et l'amélioration des moyens de subsistance en juin 2014, AFAAS a réaffirmé son engagement à la cause par la signature d'un protocole d'entente avec la Commission de l'Union Africaine en avril 2015.

## Historique
Le Forum africain pour les services de conseil agricole a succédé au Réseau de l'Afrique subsaharienne pour les services de conseil agricole (SSANAAS). SSANAAS a été créé lors du premier Symposium régional de réseautage sur les innovations en matière de services de conseil agricole, qui a eu lieu à Kampala, en Ouganda, en octobre 2004. Les pays membres pionniers étaient le Kenya, le Malawi, le Mali, la Namibie, l'Afrique du Sud, la Tanzanie et l'Ouganda.
Le deuxième colloque a eu lieu en septembre 2006 à Kampala. D'autres pays africains ont rejoint les pionniers notamment l'Érythrée, l'Éthiopie, le Ghana, le Mozambique, le Nigéria, le Rwanda et la Zambie. Le nombre total de pays membres s'élevait à quatorze. Lors de ce colloque, il a été décidé que le Réseau devrait aller au-delà de l'Afrique subsaharienne et embrasser l'ensemble de l'Afrique. Cela a nécessité la modification du nom du  Réseau pour devenir le Forum Africain pour les Services de Conseil Agricole.  AFAAS est reconnue comme une Organisation Non Gouvernementale en Ouganda et a succédé au SSANAAS en 2011,,.

## Fonction
Vision
La vision d'AFAAS est: Les services de conseil agricole contribuent de façon efficace et efficiente à la productivité, la rentabilité et la croissance de l'agriculture africaine pour la réduction de la pauvreté.
Mission
La mission d'AFAAS est: Promouvoir l'apprentissage des leçons et la valeur ajoutée des initiatives des services de conseil agricole à travers le partage d'information et une interaction professionnelle.
Buts et objectifs
Les principaux objectifs d'AFAAS sont les suivants :
- S'assurer que le Programme Détaillé de Développement de l'Agriculture en Afrique répond aux besoins des paysans africains en ce qui concerne les services de conseil agricole et contribue à rendre ces services plus efficaces et pertinents.
- Mobiliser et tirer parti des synergies à travers l'Afrique pour le développement des services de conseil agricole.
- Assurer l'accessibilité des connaissances appropriées et à jour sur les services de conseil à partir d'un éventail de sources en Afrique et à l'échelle internationale.
- Habiliter les services de conseil agricole au niveau des pays membres afin de déterminer leurs propres priorités et de diriger les efforts visant à améliorer leurs systèmes nationaux et les systèmes de services de conseil au niveau local.
- Créer des partenariats aux niveaux national, régional et international entre organisations des services de conseil agricoles et d'autres institutions contribuant à une croissance soutenue et la transformation de l'agriculture.
- Bâtir une organisation continentale en Afrique qui peut appuyer les efforts nationaux dans les services de conseil agricole de manière durable  et continuellement améliorer leur contribution aux niveaux national, régional, continental et des objectifs mondiaux de développement[3].

## Les pays membres
AFAAS compte  actuellement 13 fora nationaux opérationnels dans 40 pays membres suivants:
1. Angola
2. Bénin
3. Botswana
4. Burkina Faso
5. Burundi
6. Cameroon
7. République centrafricaine
8. République démocratique du Congo
9. Égypte
10. Érythrée
11. Éthiopie
12. Gabon
13. Gambie
14. Ghana
15. Côte d'Ivoire
16. Kenya
17. Libéria
18. Mali
19. Madagascar
20. Malawi
21. Mauritanie
22. Mozambique
23. Namibie
24. Nigéria
25. Congo
26. Rwanda
27. Sénégal
28. Seychelles
29. Sierra Leone
30. Somalie
31. Afrique du Sud
32. Soudan du Sud
33. Soudan
34. Swaziland
35. Tanzanie
36. Togo
37. Ouganda[10]
38. Zambie
39. Zimbabwe

## Fora nationaux
AFAAS soutient l'émergence des associations des parties prenantes de la vulgarisation et des services de conseil agricole  sous un forum faîtière où ils peuvent identifier les domaines prioritaires à partir des questions que doit aborder AFAAS et qui peuvent être traitées par des approches collaboratives de partage d'information, des activités conjointes et des partenariats.
Les fora nationaux sont nécessaires pour permettre aux acteurs des services de conseil agricole de se connecter les uns aux autres dans le cadre d'un ensemble de principes convenus, des règles et des rôles et responsabilités bien définis.
AFAAS a déjà établi treize fora nationaux dans quarante pays membres.
Création des fora régionaux
Réseau des Services de Conseil agricole et rural d'Afrique de l'Ouest et du Centre (RESCAR-AOC), ce forum régional a été officiellement lancé au cours d'un séminaire tenu à Abidjan, Côte d'Ivoire en février 2015. Ce séminaire a été organisé par le CORAF  en collaboration avec AFAAS, ANADER, GFRAS.
Les membres du Comité exécutif intérimaire du Forum régional de l'Afrique du Sud pour les services de conseil agricole (SARFAAS), se sont réunis à Johannesbourg en avril 2015.

## Projets
Projet FIDA 1
Le Fonds international de développement agricole (FIDA), a octroyé une subvention à AFAAS pour aider à la mise en œuvre de son plan stratégique pour l'établissement des fora nationaux dans cinq pays (Burkina Faso, Malawi, Mozambique, Ouganda et Sierra Leone) et l'amélioration des mécanismes de gestion des connaissances et de partage de l'information dans le cadre du plan stratégiquede d'AFAAS. Le projet avait deux volets interreliés sont :
- l'établissement de forums de pays
- la communication, l'information et gestion des connaissances pour la vulgarisation agricole et les Services consultatifs de l'innovation.

Gestion après récolte en Afrique subsaharienne Projet (PHM-SSA)
Ce projet est coordonné par HELVETAS Swiss Intercooperation et mis en œuvre dans un consortium de FANRPAN: Food, Agriculture and Natural Resources Policy Analysis Network, avec AGRIDEA, AFAAS et à mesure que d'autres partenaires.
La phase 1 a débuté en avril 2013 et prendra fin en décembre 2017. Le projet est localisé dans deux pays pilotes : République du Bénin : les communautés dans les ministères d'Atacora (nord) et Savalou (sud) et du Mozambique : collectivités dans le nord des provinces de Nampula et Cabo Delgado.
Le projet vise à améliorer la sécurité alimentaire des petits exploitants agricoles en Afrique subsaharienne grâce à la réduction des pertes après la récolte de cultures vivrières (les céréales et les légumineuses) en s'attaquant aux grands facteurs contraignants de la diffusion de la technologie et de l'adoption, la connaissance et le partage de l'information, les services consultatifs et les politiques de ruraux liés à la gestion post-récolte,.
Les interventions du projet FOCUS à deux niveaux :
- la validation et la promotion des pratiques et systèmes de gestion post-récolte au ménage rural et des collectivités grâce à l'utilisation d'innovantes de niveau RAS et les liens entre le secteur privé et les,
- lier national et régional grâce à une promotion active de partage et d'apprentissage, le renforcement des capacités et les activités de plaidoyer et de dialogue sur les politiques liées à la gestion post-récolte.

## Les organisations partenaires
AFAAS cohortes de la suite et d'autres organisations à s'acquitter de son mandat :
1. La Banque mondiale[15]
2. L'Union européenne
3. Le Centre technique de coopération agricole et rurale ACP-UE (CTA)
4. Le Forum pour la Recherche Agricole en Afrique (FARA)
5. Forum mondial pour le conseil rural (GFRAS)[16],[17]
6. Le Fonds international de développement agricole (FIDA)
7. L’Organisation des Nations unies pour l’alimentation et l’agriculture (ONUAA/FAO)
8. L'Alliance pour une révolution verte en Afrique (AGRA)
9. Le Nouveau partenariat pour le développement de l'Afrique Agence de planification et de coordination (NEPAD)
10. Le Centre international pour la recherche axée sur le développement en agriculture (ICRA)
11. Le Centre mondial d'agroforesterie (ICRAF)
12. Réseau africain pour l'éducation de l'agriculture, l'agroforesterie et la gestion des ressources naturelles (ANAFE)
13. Commission de l'Union africaine
14. L'Initiative Européenne sur la Recherche Agricole pour le Développement (IERAD)[18]
15. GIZ
16. HELVETAS Swiss Intercooperation
17. Access Agriculture
18. Rescar AOC
19. ASARECA